# Salas de Bureba
Salas de Bureba település Spanyolországban, Burgos tartományban. Salas de Bureba Oña, Poza de la Sal, Aguas Cándidas és Cantabrana községekkel határos. Lakosainak száma 129 fő (2024).

## Népesség
A település népessége az utóbbi években az alábbiak szerint változott:
| Lakosok száma | 151  | 143  | 144  | 138  | 146  | 144  | 138  | 130  | 135  | 129  |
|               | 2001 | 2004 | 2006 | 2009 | 2011 | 2014 | 2016 | 2019 | 2021 | 2024 |